# Jessie White
Jessie Jane Meriton White coniugata Mario (Gosport, 9 maggio 1832 – Firenze, 5 marzo 1906) fu una reporter britannica naturalizzata italiana, tra le più importanti documentariste del Risorgimento e assertrice della causa italiana.
Fu soprannominata Miss Uragano o la "Giovanna d'Arco della causa italiana" (da Giuseppe Mazzini).
Fu infermiera in quattro campagne con Giuseppe Garibaldi; fece ricerche sulle condizioni di vita nei quartieri più poveri di Napoli e dei minatori delle solfare siciliane. Scrisse copiosamente sia come giornalista sia come biografa.

## Biografia
Nata in una ricca famiglia di armatori dello Hampshire, Jessie compì in gioventù studi classici studiando filosofia con Félicité de Lamennais alla Sorbona di Parigi tra il 1852 e il 1854.
A Parigi Jessie conobbe Emma Roberts, che si considerava legata a Giuseppe Garibaldi.
Diventarono amiche e quando Emma Roberts fece visita a Garibaldi prima a Nizza e poi in Sardegna, Emma portò Jessie con sé. Fu grazie a questo incontro che Jessie decise di dedicarsi alla causa dell'unificazione italiana.
Nella primavera del 1855 tornò a Londra nella vana speranza di diventare la prima donna medico del Regno Unito.
Si avvicinò quindi a Giuseppe Mazzini, allora in esilio a Londra.
Scrisse articoli spiegando la situazione, e raccogliendo fondi a favore della causa italiana sia in Inghilterra settentrionale che in Scozia.
Quando, nel 1857, Mazzini tornò a Genova, Jessie lo seguì. Il suo arrivo fu annunciato dal giornale mazziniano L'Italia del Popolo.
Dopo il fallimento della spedizione di Carlo Pisacane, Mazzini fuggì a Londra mentre Jessie - con il fidanzato Alberto Mario - fu catturata ed imprigionata a Genova per quattro mesi. Liberata il 14 novembre, nel dicembre del 1857 Jessie ed Alberto Mario si sposarono in Inghilterra. Jessie continuò a tenere comizi in Inghilterra e Scozia. Nel 1858 Jessie ed Alberto furono a New York per perorare la causa italiana.
Quali agenti mazziniani furono nuovamente arrestati a Bologna il 19 agosto 1859, su ordine del Governatore della città. Nella primavera del 1860 furono a Lugano, pronti per giungere a Genova per imbarcarsi con la seconda ondata di volontari che partivano per la Sicilia per raggiungere Garibaldi. Alberto fu nel comando vicino a Garibaldi mentre Jessie svolse il ruolo di infermiera. Partecipò alla battaglia del Volturno con il medico Malachia De Cristoforis, assieme al quale salvò due feriti sul campo di battaglia.
Partecipò alla terza guerra d'indipendenza, nel 1866, aggregata come infermiera al corpo di sanità garibaldino, operando nella cura dei feriti dopo la battaglia di Bezzecca, nella spedizione di Monterotondo e Mentana nel 1867 ed infine seguì Garibaldi nella guerra franco-prussiana, nel 1870, prendendo parte alla battaglia di Digione. 
Dopo l'unificazione italiana, si occupò dei problemi sociali che non erano nelle priorità dei primi governi post-unitari. Dal 1870 si occupò in tre progetti di ricerca riguardanti:
- il problema della pellagra nelle campagne, dovuta alla cattiva alimentazione dei braccianti;
- la ricerca sulle condizioni dei poveri di Napoli, vista erroneamente dal governo come una città molto prosperosa. Jessie trovò che larga parte della popolazione viveva in grotte, sotto le strade in condizioni sanitarie pietose. Da questa sua ricerca fu pubblicato nel 1877 il saggio - s:La miseria di Napoli;
- la salute dei minatori nelle solfatare siciliane. Denunciò il largo uso di lavoro minorile e le cattive condizioni di lavoro e di salute dei minatori siciliani che arrivavano ad essere inidonei al servizio militare.

Continuò l'attività giornalistica scrivendo per giornali italiani, inglesi e statunitensi. Scrisse biografie di Garibaldi, Mazzini, Bertani, Cattaneo, Nicotera e difese accoratamente il garibaldino Castellazzo, accusato di aver tradito i congiurati di Mantova del 1852.

Nel febbraio 1879 Giosuè Carducci, criticando l'inoperosità della Sinistra storica verso le classi più deboli, in quell'anno forza di governo a sostegno di Depretis, scrisse: 

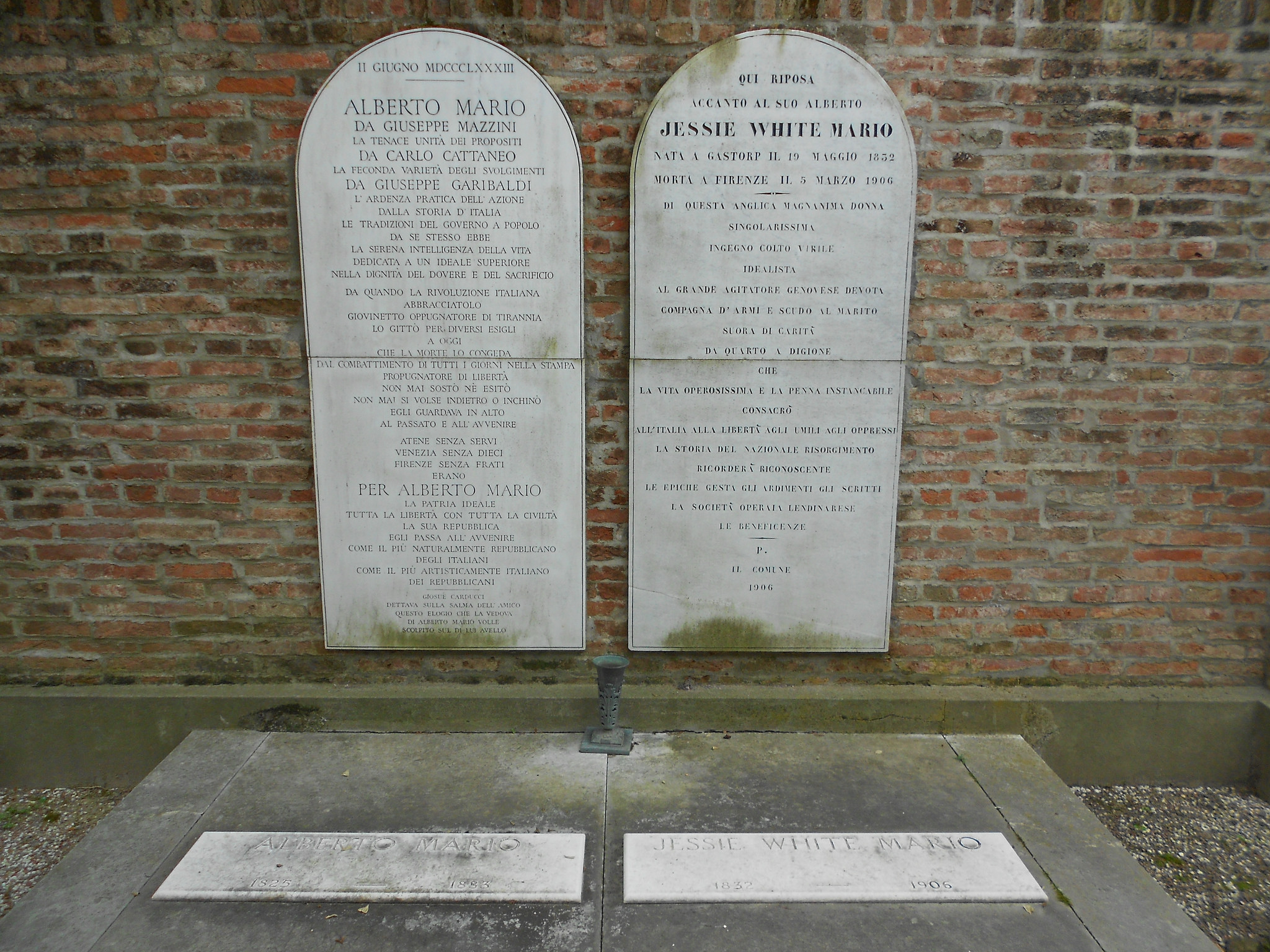
Tomba di Alberto Mario e Jessie White Mario nel cimitero di Lendinara

Morì il 5 marzo 1906 a Firenze. Il funerale si svolse con cerimonia civile nell'appartamento della Mario, alla quale seguì un lungo corteo funebre che attraversò le strade di Firenze. Le ceneri di Jessie White riposano ora nel cimitero di Lendinara accanto a suo marito Alberto. Una lapide con il suo ritratto fu realizzata dallo scultore Policronio Carletti e inaugurata nel 1907 a Lendinara.

## Riconoscimenti
La città di Rovigo le ha dedicato una via.
La città di Genova le ha intitolato una via e una scuola primaria negli anni Sessanta.

## Opere
- La schiavitù e la guerra civile negli Stati Uniti d'America, Milano, Ed. del Politecnico, 1864.
- I garibaldini in Francia, Roma, Tipografia di Giovanni Polizzi e C., 1871.
- Carlo Cattaneo. Cenni, traduzione dall'inglese di F. Sacchi, prefazione di Arcangelo Ghisleri, Cremona, Tipografia Ronzi e Signori, 1877.
- La miseria in Napoli, Firenze, Successori Le Monnier, 1877.
- I fratelli Cairoli a villa Glori, Roma, Tipografia del Senato di Forzani e comp., 1878.
- La lotta elettorale e il diritto di voto in Inghilterra, Roma, Tipografia Barbèra, 1879.
- Vita di Giuseppe Garibaldi narrata da Jessie W. Mario, Milano, Fratelli Treves, 1882.
- Garibaldi e i suoi tempi, illustrazioni di Edoardo Matania, Treves, Milano, 1884.
- Agostino Bertani e i suoi tempi, Firenze, G. Barbera, 1888.
- Mazzini nella sua vita e nel suo apostolato. Opera illustrata con ritratti e composizioni dei più distinti artisti, Milano, Sonzogno, 1890.
- Le miniere di zolfo in Sicilia, Estr. da Nuova Antologia, Tip. della Camera dei deputati, 1894.